# Brama w Uroczysku Bogdaniec
Brama w Uroczysku Bogdaniec – jaskinia typu schronisko w miejscowości Siedlec w województwie śląskim, w powiecie częstochowskim, w gminie Janów. Pod względem geograficznym znajduje się na Wyżynie Olkuskiej będącej częścią Wyżyny Krakowsko-Częstochowskiej.

## Opis schroniska
Schronisko znajduje się na wzniesieniu o nazwie Góra Trzecia, w skale o nazwie Duch. Ponad jego otworem prowadzi droga wspinaczkowa Niebieska pigułka. Schronisko ma dwa otwory. Główny o szerokości 3 m i wysokości do 2,5 m znajduje się u południowo-zachodniej podstawy skały. Za nim jest krótki, lecz szeroki i dość wysoki korytarz, na końcu zawalony dużymi głazami. Wśród nich na wysokości 1,5 m jest drugi otwór w północno-wschodniej części skały.
Schronisko powstało w późnojurajskich wapieniach skalistych. W jego stropie są widoczne liczne wymycia i kotły. Namulisko jest próchniczne.

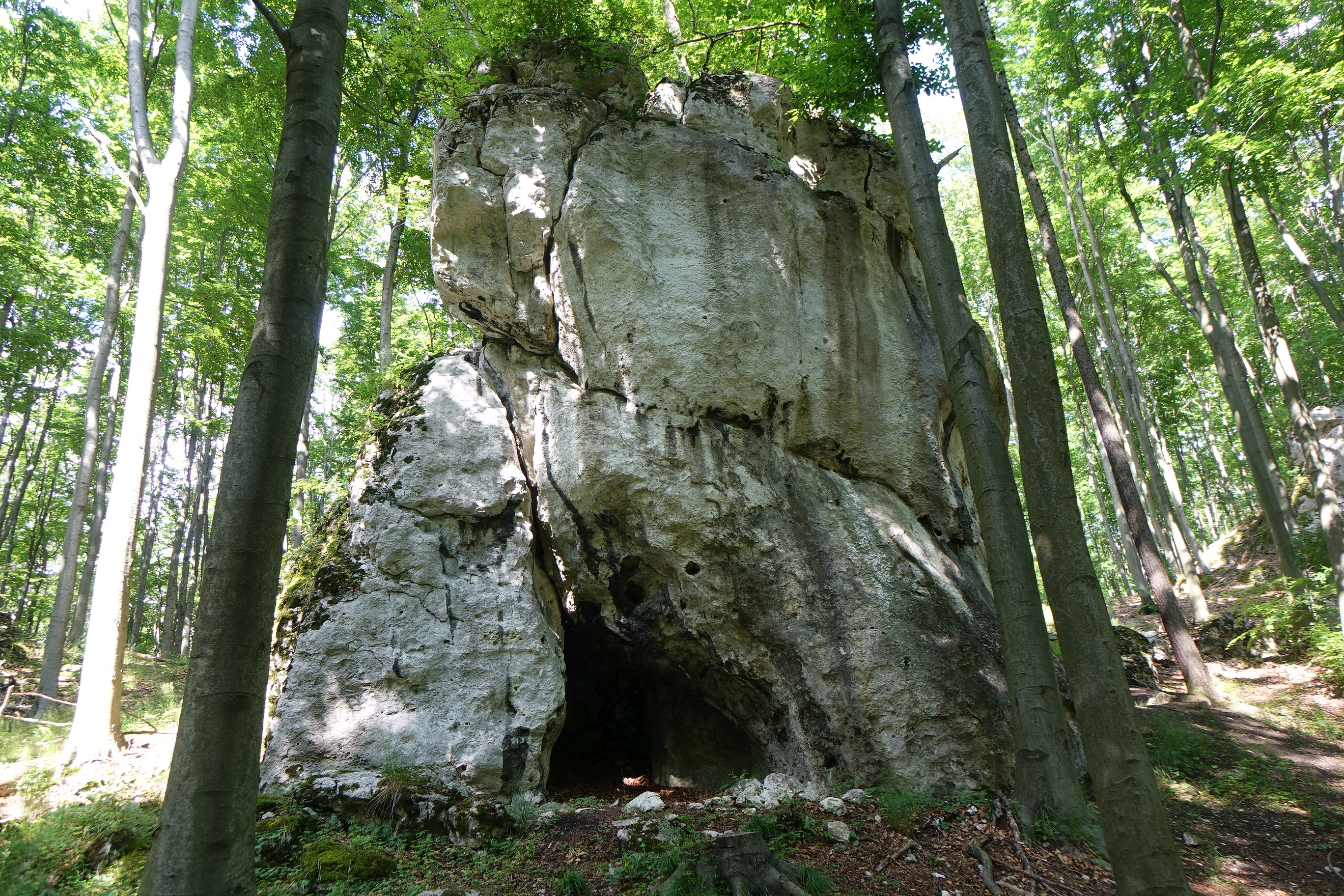
Skała Duch z otworem schroniska
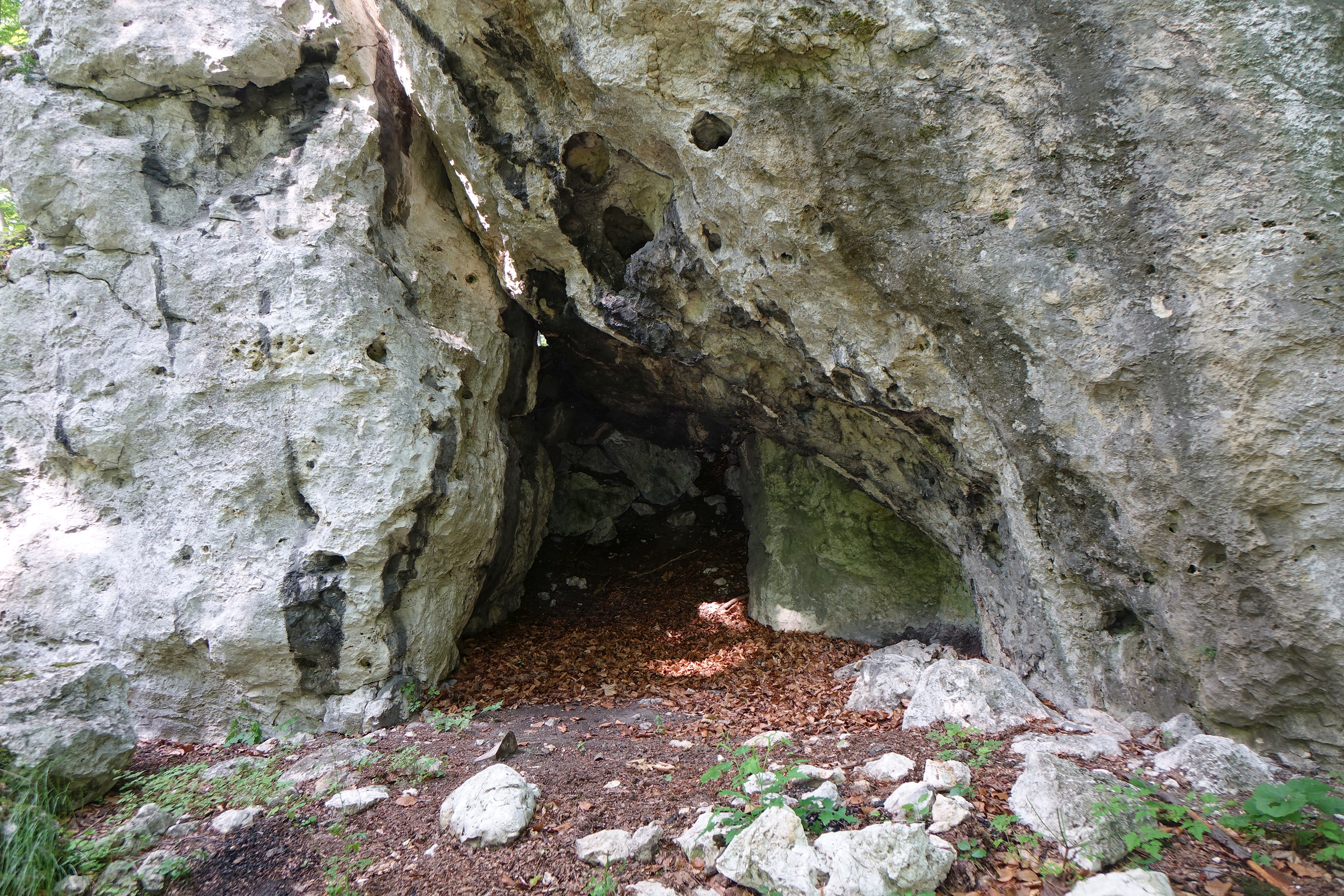
Otwór główny
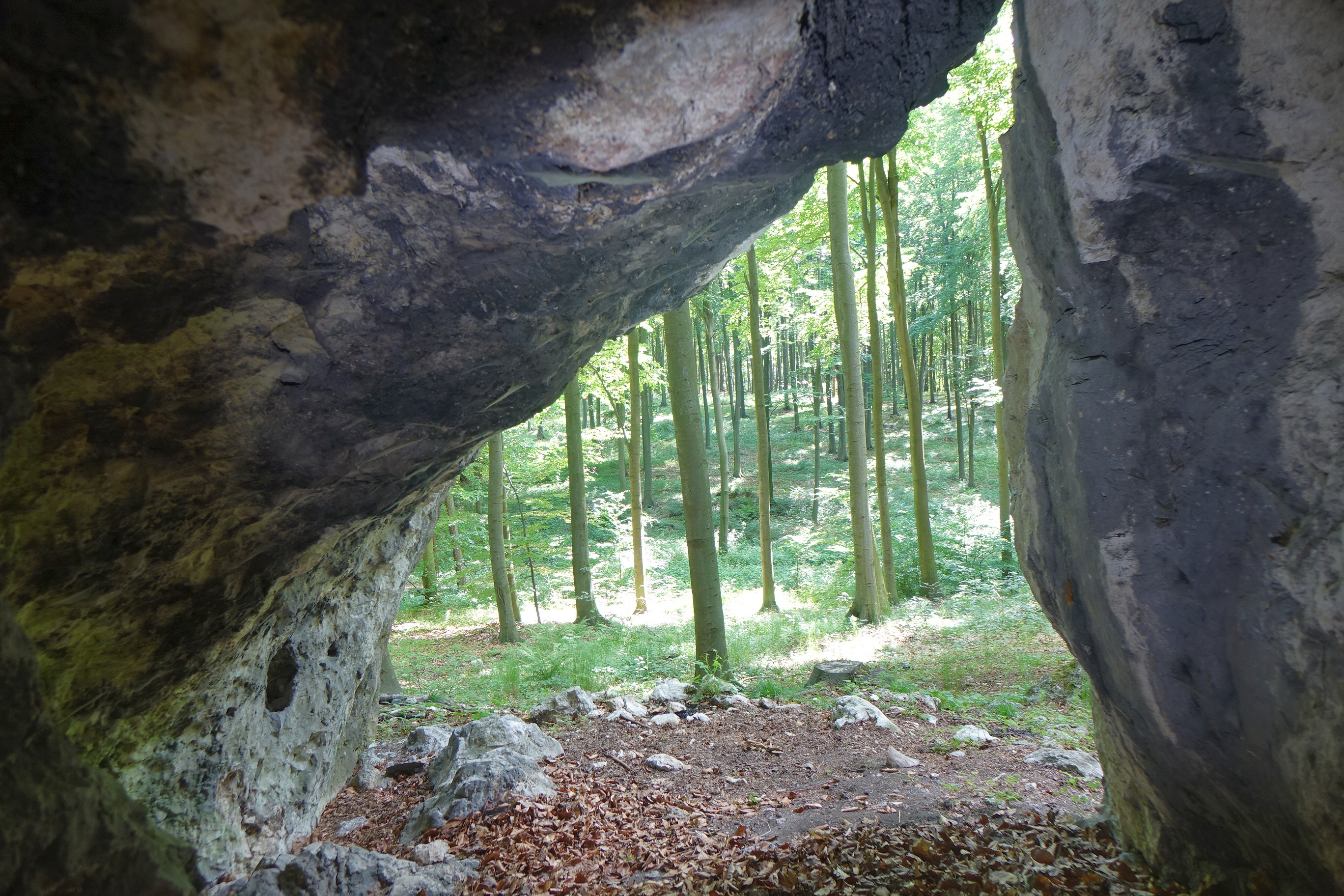
Widok z otworu głównego
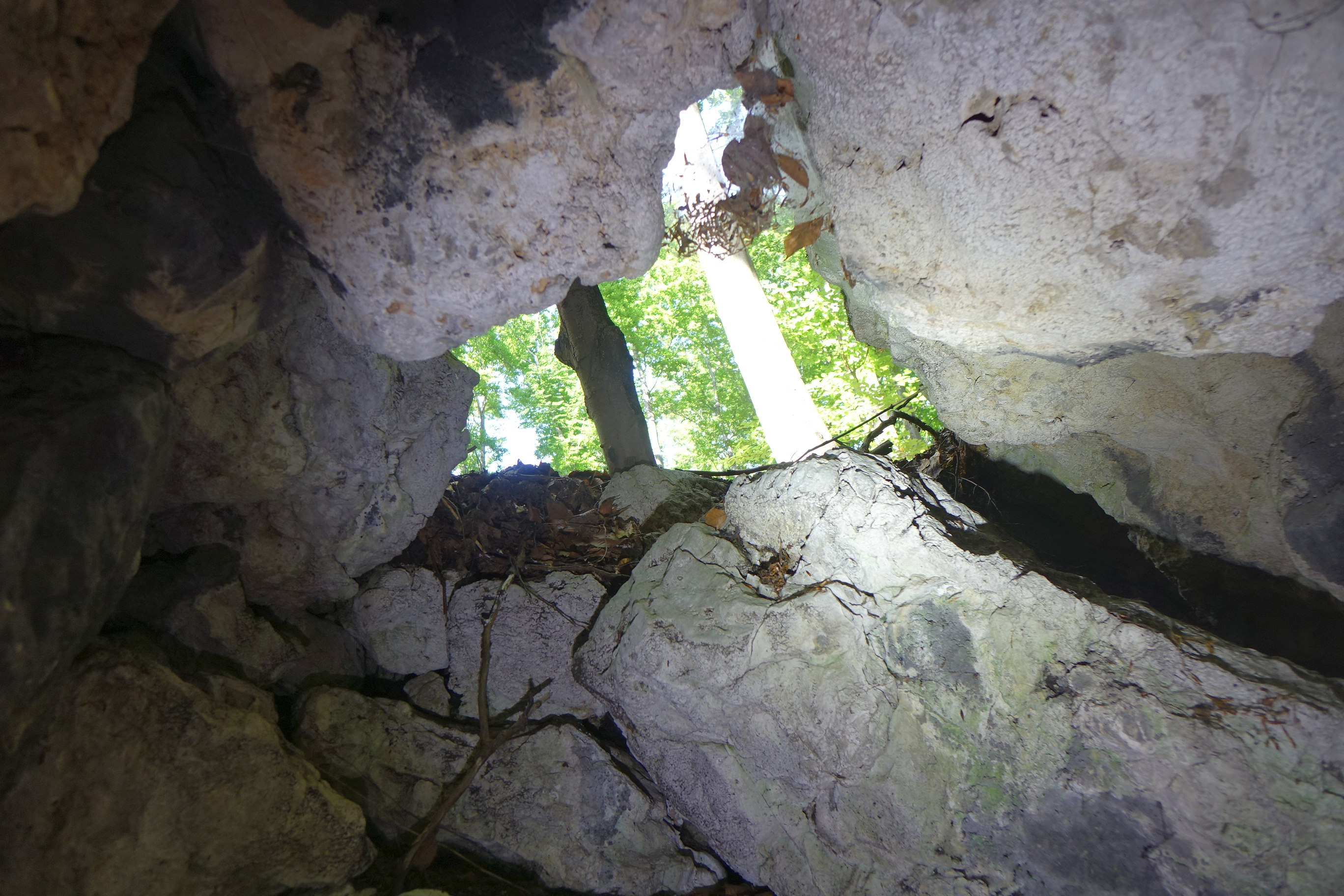
Otwór północno-wschodni

W tej samej skale Duch, ale u jej wschodniej podstawy znajduje się jeszcze Schronisko koło Bramy w Uroczysku Bogdaniec.